# 通俗科学

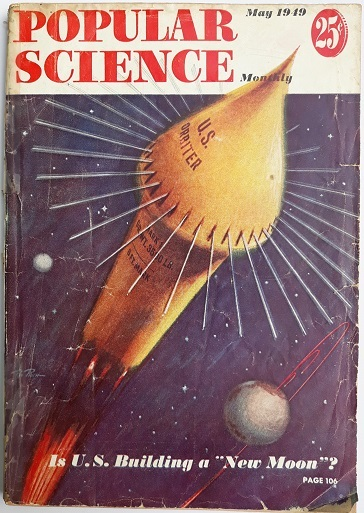
『ポピュラーサイエンス』誌（米国）

通俗科学（つうぞくかがく、英: popular science）とは、科学知識を難解な専門用語を用いずに、平易な表現や図解で一般大衆にもわかりやすく説明したもの。ポピュラーサイエンス 、大衆科学、科学普及ともいう。
新聞などの科学ジャーナリズムは最新の科学の発展に焦点をあわせるが、大衆科学は幅の広いテーマについて扱い、ジャーナリストだけでなく科学者自身によっても書かれる。本だけでなく、雑誌や新聞の記事として、またラジオ番組やテレビ番組で、近年ではさらにウェブサイトなども通して伝えられる。

## 概要
大衆科学は専門家の科学的研究と一般大衆の話題の間に橋を架ける。そして時には社会的、政治的話題にも影響力を及ぼそうと試みられることがある。多くの科学的論争、例えば生物学的決定論や知能の生物学的要素などは大衆向け科学書のような出版物で論じられた。
科学論文の目的は、観察（観測）の確実性、採用した方法の正しさ、結論などを同僚の科学者に知らせ、納得させることである。それに対して、大衆科学はしばしば科学の部外者や他の分野の科学者に、誇張とレトリックでデータや結論の重要性を印象づけようとする。
科学論文の主張は通常、条件付きで暫定的であり、論文に含まれる観察や実験の結果はすでに確立されたと科学者によって認められている既知の知識と一貫性があるか、類似していることが強調される。対照的に、大衆科学はユニークさと（限られた状況でしか当てはまらないと述べるよりもむしろ）一般性を強調する。元の科学的な報告と、派生した科学ジャーナリズム、大衆科学の間にはいくらか、時には劇的な歪曲と単純化がある。
また大衆科学書は、少しの知識しか持たない非専門家によって書かれることもあるが、一般読者にはそれを識別することは難しく、正統的な科学と疑似科学のあいだの境界は大衆科学においては曖昧になりがちである。

## 主な媒体

### 雑誌
米国（北米）
- Popular Science ポピュラーサイエンス
- Scientific American サイエンティフィック・アメリカン
- en:Science World (magazine)　（子供向け）

イギリス
- en:New Scientist

スペイン
- en:Quo (magazine)

オーストラリア
- en:Cosmos (magazine)

中国
- 科技与企業（中国科普作家協会[2]）
- 青年科学向導（同上）

日本
- ニュートン
- 日経サイエンス　（米国の Scientific American の翻訳を基にしたもの）

### 書籍シリーズ
日本
- ブルーバックス
- PHPサイエンス・ワールド新書
- 科学普及(新書)シリーズ (東京図書 [3] )

### ラジオ番組
イギリス
- en:Science in Action (radio programme)

米国
- en:This Week in Science
- en:Science Friday

カナダ
- en:Quirks & Quarks

### テレビ番組
米国
- コスモス (テレビ番組)（1980年に、カール・セーガンが天文学などの知識を解説したもの）
- en:Discovery Channel

イギリス
- en:Horizon (BBC TV series)

日本
- サイエンスゼロ

### 映画
ロシア
- 中央科学映画 (Центрнаучфильм、モスクワ)
- レン科学映画 (Lennauchfilm、レニングラード)

### WEB
- WIRED